# IMAX Corporation

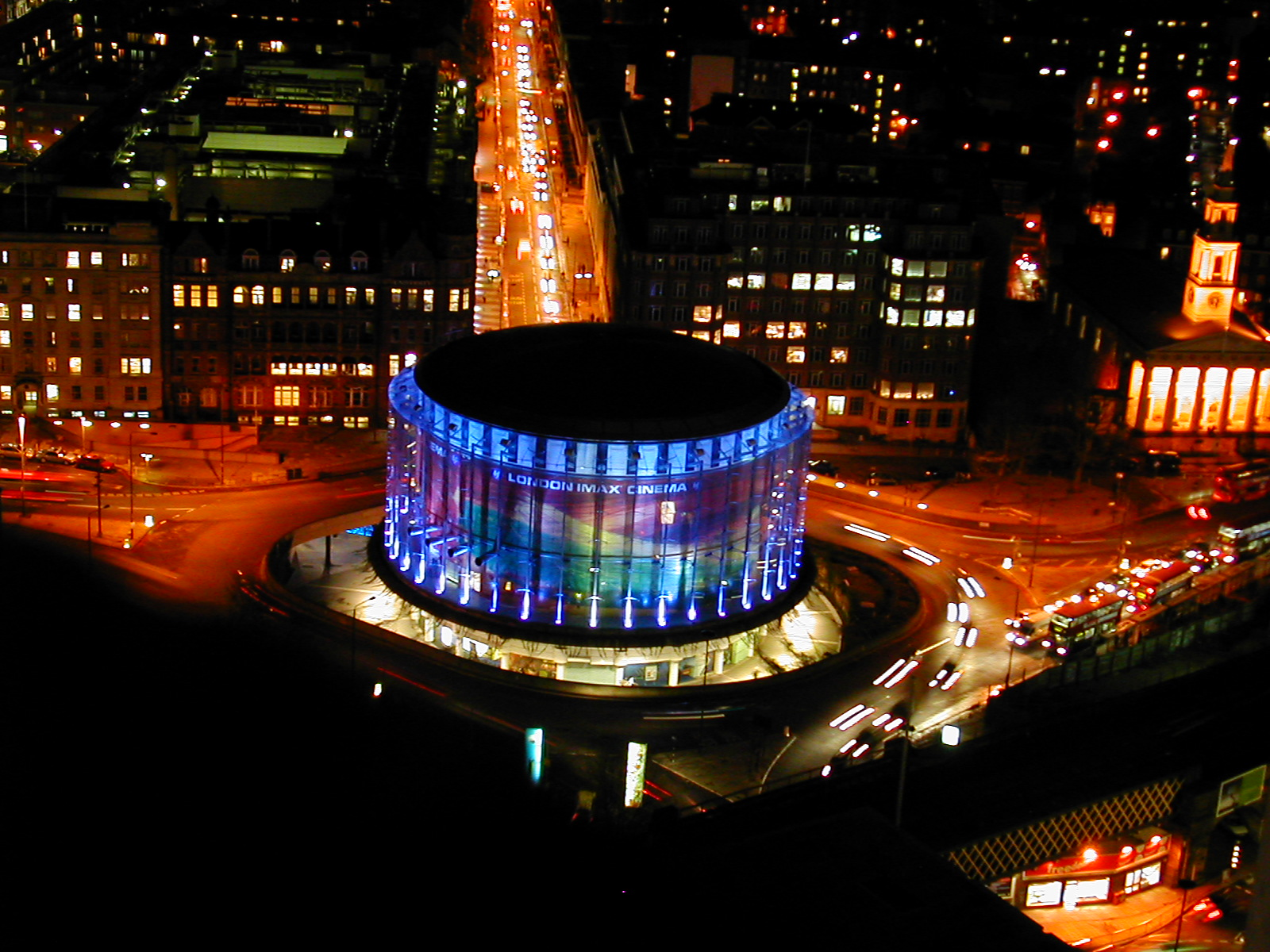
IMAX-Kino in London

IMAX Corporation ist ein kanadischer Kinobetreiber mit Hauptsitz in Mississauga, Ontario. Das Unternehmen entwickelt und produziert 2D- und 3D-Filmkameras und Projektionssysteme auf der Basis von horizontal geführtem 70-mm-Film. Des Weiteren produziert es 2D- und 3D-Filme, vermarktet diese weltweit und betreibt über 1600 Filmtheater in 81 Staaten und Territorien. Das Unternehmen entstand auf der Expo 1967 in Montreal. Die Aktien des Unternehmens werden an der Börse in New York City gehandelt.

## 3net
Am 5. Januar 2010 gab IMAX bekannt, in partnerschaftlicher Zusammenarbeit mit Sony und Discovery Communications das erste 24-stündige 3D-Fernsehsendernetzwerk technisch entwickeln und in den USA mit aufzubauen. Sony war durch sein Tochterunternehmen Sony USA vertreten. Discovery Communications, Sony USA und IMAX waren gleichberechtigte Partner in der Kooperation. Der Sender ging 2011 live und wurde bis 2014 ausgestrahlt.